# Erik Thomsen (fløjtenist)
 Der er flere personer med dette navn, se Erik Thomsen.
Erik Thomsen (24. august 1908 på Frederiksberg – 9. februar 1986 i Nærum) var en dansk fløjtenist, kgl. kapelmusikus og kammermusiker.

## Musikerfamilie
Erik Thomsen er søn af klarinettisten, kgl. kapelmusikus Julius Thomsen, der foruden at være 2.soloklarinettist i Kapellet underviste ved Det Kongelige Danske Musikkonservatorium. Julius Thomsen var i en årrække sidemand til den legendariske Aage Oxenvad. Erik Thomsens farfader var militærmusiker, og farbroderen Wilhelm var hornist i Bergen Filharmoniske Orkester i Norge. Erik Thomsen var svoger med fagottisten, kgl. kapelmusikus prof. Aage Bredahl. Han var 1954 - 1971 bofælle med cellisten, kgl. kapelmusika Grethe Jespersen og derefter med fløjtenisten Nina Udsen, der havde været hans elev. Skuespilleren Jane Thomsen er hans datter.

## Uddannelse
Erik Thomsen tog studentereksamen samt filosofikum og havde planer om at studere farmaci. Musikken fik dog overtaget, og han blev optaget ved Det kgl. danske musikkonservatorium hvor Holger Gilbert-Jespersen var hans lærer i fløjtespil. Efter Store eksamen i 1930 debuterede han i 1931 og studerede videre 1933 og 1936 i Paris med den legendariske fløjtenist Marcel Moyse som han også senere opsøgte for videre studier. Blandt de medstuderende var den norske Ørnulf Gulbransen der senere opnåede internationalt ry.

## Karriere
Ved den store orkesterudvidelse i 1931 blev Statsradiofoniens Symfoniorkester forøget med tredive musikere, og flere hundrede kandidater meldte sig til konkurrence. Erik Thomsen vandt stillingen som solofløjtenist og blev en av Radiosymfoniorkestrets spidser frem til sin afgang i 1944 da han gik over til Det Kongelige Kapel. I kapellet virkede han til 1974 da han gik på pension. Fra 1956 til 1971 var han kapellets 1. solofløjtenist. Fløjtegruppen bestod i disse år af Erik Thomsen, Eyvind Rafn, Verner Nicolet, Evald Andersen og Preben Rasmussen.

## Solist og kammermusiker
I mere end fyrre år var Erik Thomsen en aktiv solist og kammermusiker, der spillede i ind- og udland ved et utal af koncerter, radiokoncerter og fjernsynsproduktioner. Han tog i 1934 initiativet til  Erik Thomsen-kvartetten der foruden ham selv bestod af violinisten Leo Hansen, bratschisten Gunnar Frederiksen og cellisten Louis Jensen. I året 1945 etableredes Kammerkvintetten med Thomsen på fløjte, Mogens Steen Andreassen på obo, klarinettisten Palle Nehammer, hornisten Bjarne Lüders (oprindeligt Wilhelm Lanzky-Otto og derefter Gunnar Landsy) og fagottisten Aage Bredahl. De to ensembler uropførte ny dansk musik og spillede det klassiske, romantiske og neoklassiske repertoire for kvartet og blæsekvintet. De var hyppige gæster i Kammermusikforeningen og i musikforeningerne i alle egne af Danmark. Grammofonoptagelser blev der også lavet. Med pianisten Esther Vagning har han indspillet et divertissement for fløjte og piano af Friedrich Kuhlau. Som solist og kammermusiker optrådte Thomsen i Skandinavien, Paris, London, Holland, Belgien og Schweiz.

## Fløjtepædagog
Det blev kollegaen Poul Birkelund der efterfulgte Holger Gilbert-Jespersen ved Det Kongelige Danske Musikkonservatorium. Som privatpædagog var Erik Thomsen meget søgt, og han underviste i de senere år ved konservatoriet i Odense. Mange danske fløjtenister har været hans elever, blandt mange nævnes kapelkollegaen Verner Nicolet og Bo Juel-Christensen.

## Kapelformand og dygtig forhandler
I flere perioder var Erik Thomsen formand for Kapelforeningen, og han erindres som en effektiv og myndig formand der med dygtighed og smidighed forhandlede med teaterledelsen og de mange berømte dirigenter der i disse år gæstede København og Kapellet. Ved hans initiativ lykkedes det at få Leonard Bernstein til at lave en grammofonoptagelse af Carl Nielsens Symfoni nr. 3 Sinfonia espansiva med kapellet i Odd Fellow Palæet da Bernstein i maj 1965 modtog Sonningprisen. Kapelkoncerterne og den store udenlandsturné med Sergiu Celibidache var også nogle af Erik Thomsens mange initiativer som den toneangivende tillidsmand i kapellet. Da Igor Stravinsky i 1959 modtog Sonningprisen spillede otte musikere fra Kapellet komponistens oktet. De otte musikere var Erik Thomsen, Palle Nehammer (klarinet), Aage Bredahl og Jørn Nilsson (fagot), John Søderberg og Edvard Larsen (trompet) samt Palmer Traulsen og Georg Wilkenschildt ( basun]

## Civilcourage
Det fortælles, at Erik Thomsen ved flere anledninger optrådte med fasthed og integritet i situationer hvor dirigenter og øvrighedspersoner anfægtede hans opfattelse af god moral og anstændig behandling af musikerne i et prøveforløb. Da musikerkollegene Poul Allin Erichsen og Berl Botschinsky i Radiosymfoniorkestret under jødeflugten i oktober 1943 måtte forlade orkestret, rejste Erik Thomsen sig op ved generalprøven til torsdagskoncerten og holdt en tale hvor han udtrykte medfølelse med de flygtende musikere og deres familier. Denne tale ble holdt i nærværelse af gæstedirigenten Paul von Klenau der havde tilbragt det meste af sin karriere i Tyskland. Også i samarbejdet med den lige berømte som brøsige Karl Böhm opstod der kontroverser ved kapelprøverne, hvor Thomsen dog nåede at få sidste ord.